# Enrique Tomás Cresto
Enrique Tomás Cresto (Concordia,11 de diciembre de 1911 - 30 de diciembre de 2000) fue un político argentino del Partido Justicialista, gobernador de la provincia de Entre Ríos entre 1973 y 1976.

## Biografía
Era hijo de inmigrantes, y desde muy joven se dedicó a la explotación agrícola.
Se identificó con la política de Juan Domingo Perón desde antes de su asunción como presidente de la Nación. En 1948 fue elegido diputado provincial, y cuatro años más tarde senador provincial, ocupando la vicepresidencia primera de la Cámara.
Tras el golpe de Estado de 1955, organizó en su ciudad natal, Concordia, un sistema para ayudar a sus compañeros peronistas a huir al Uruguay o al Brasil, perseguidos por la dictadura de Pedro Eugenio Aramburu. Cresto, en cambio, fue capturado y pasó varias semanas preso.
Al recuperar la libertad se dedicó a la industrialización y comercialización de productos agrícolas, concentrándose en la organización de cooperativas de productores. Creó la Cooperativa de Arroceros y luego la Cooperativa de Olivicultores y Citricultores de Concordia. Participó en la creación de la Asociación de Citricultores y de la Junta Provincial de la Citricultura, e impulsó la creación de la Fiesta Nacional de la Citricultura. Se dedicó también a la producción de miel y de aceite de oliva.
En 1972 fue elegido presidente del Consejo Provincial del Partido Justicialista, y al año siguiente fue elegido gobernador de su provincia en segunda vuelta, obteniendo el 63,5% de los votos.
Acompañó al general Perón en su viaje de regreso definitivo a la Argentina. Fue también presidente de la Liga de Gobernadores Peronistas, y en 1974, por un convenio firmado con los gobernadores Carlos Sylvestre Begnis y Ricardo Obregón Cano, creó la Región Centro, para la búsqueda de soluciones estratégicas en común.
Durante su gestión construyó caminos vecinales y pavimentó rutas y puso en marcha el programa "Pueblo y Gobierno hacia una escuela digna", terminando con las escuelas- rancho. Realizó obras en 374 escuelas, y creó varias escuelas secundarias en los pueblos pequeños de la provincia; también desarrolló un programa de educación de adultos. La producción de pollos y huevos recibió un gran impulso en este período, y la localidad de Crespo se convirtió en Capital Nacional de la Avicultura.
Construyó gran cantidad de viviendas en las ciudades de Paraná, Concordia, Villaguay y varias otras; remodeló los hospitales de la provincia, dedicando especial esfuerzo al hospital "Felipe Heras", de la ciudad de Concordia; construyó la primera sala de terapia intensiva en un hospital público de la Argentina.
Durante su mandato se iniciaron las obras para la construcción de la Represa de Salto Grande, y Cresto organizó un plebiscito para que los afectados decidieran entre dos opciones la futura ubicación de la actual ciudad de Federación.
En la provincia de Entre Ríos se produjeron algunos hechos de violencia, y Cresto optó por apoyarse en el gobierno nacional lo que permitió la detención de varios militantes de sectores radicalizados de la Juventud Peronista.
En la mañana del 24 de marzo de 1976, Cresto fue detenido y relevado de su cargo, como parte del golpe de Estado que dio comienzo al Proceso de Reorganización Nacional. Pasó seis años detenido, fue torturado y condenado por un consejo de guerra. Recuperó la libertad en 1982, cuando un juzgado lo declaró inocente, resguardando su buen nombre y honor.
Durante la década de 1990, fue galardonado como "Héroe de la Resistencia Peronista" por el Consejo Nacional del Partido Justicialista.
Falleció el 30 de diciembre de 2000 en Concordia.
Uno de sus hijos: Juan Carlos Cresto, fue intendente de Concordia en los períodos 1995-1999 y 2003-2007, y un nieto, llamado también Enrique Tomás Cresto, fue diputado provincial, y senador provincial por el departamento Concordia siendo jefe del Bloque Justicialista en la Cámara de Senadores de Entre Ríos. Actualmente es Presidente Municipal de la ciudad de Concordia, asumió el cargo el 10 de diciembre de 2015.

## Homenajes
El Senado de la Nación Argentina entrega anualmente el premio “Líderes para el Desarrollo: Gobernador Enrique Tomás Cresto”, que lleva el nombre del exgobernador entrerriano en su homenaje. El premio es entregado a personalidades destacadas del año en distintas actividades (arte, política, empresariado, etc), en conjunto con la Federación Argentina de Municipios (FAM), la Federación Latinoamericana de Ciudades, Municipios y Asociaciones Municipalistas (Flacma) y la Asociación Shalom.
En 2014 el Concejo Deliberante de Federación, Entre Ríos designó con el nombre de Enrique Tomás Cresto a una calle de la ciudad.